# Blintendorf (Gefell)
Blintendorf is een  dorp in de Duitse gemeente Gefell in het Saale-Orla-Kreis in Thüringen. Het dorp wordt voor het eerst genoemd in een oorkonde uit 1327. Tot 1997 was het een zelfstandige gemeente. 